# Planétarisation
 (octobre 2011).
Si vous disposez d'ouvrages ou d'articles de référence ou si vous connaissez des sites web de qualité traitant du thème abordé ici, merci de compléter l'article en donnant les références utiles à sa vérifiabilité et en les liant à la section « Notes et références ».
Planétarisation est un terme créé et utilisé par certains scientifiques pour désigner une nouvelle étape dans l'histoire de l'humanité.
Elle suggère que l'humanité vit actuellement une triple mutation très rapide :
- mutation environnementale : c'est le passage de la Terre d'un système ouvert vers un système fermé [réf. souhaitée] ;
- mutation économique et sociale : les inégalités s'accroissent de façon très rapide partout sur Terre ; le pouvoir se concentre dans les mains d'une élite de plus en plus restreinte ;
- mutation anthropotechnologique : l'homme va muter. Une nouvelle espèce post-humaine va apparaître au travers de la fusion des technologies numériques et robotiques, biologiques et génétiques, nanotechnologiques.